# Inga edulis
Inga edulis is een boomsoort uit de vlinderbloemenfamilie die voorkomt in Zuid-Amerika. Het is een fruitboom die omwille van zijn goede eigenschappen wordt gebruikt bij herbebossing van gekapt regenwoud.

## Beschrijving
De boom kan 25-30 meter hoog worden en heeft een grijsachtige stam. De boom bloeit twee keer per jaar en wordt bestoven door mieren. De peulen bevatten eetbaar vruchtvlees, dat zoet smaakt.
De boom komt van nature voor in Bolivia, Peru, Brazilië, Colombia, Ecuador, Frans-Guyana, Guyana, Suriname en Venezuela en groeit er tot ongeveer 1600 meter hoogte.

## Belang voor de mens
Inga edulis wordt aangeplant om redenen van herbebossing. De boom groeit snel en biedt vruchten, schaduw voor andere gewassen en hakhout. Verder leggen de wortels door symbiose met bacteriën stikstof vast in de bodem, waardoor een gedegradeerde bodem terug vruchtbaar kan worden.

## Synoniemen
Synoniemen zijn: Mimosa inga (Vell. 1827); Mimosa ynga (Vell. 1827); Inga scabriuscula (Benth. 1845); Inga benthamiana (Meisn. 1848); Inga uncinata (Spruce ex Benth. 1875); Inga vera sensu (Brenan); Inga vera (Kunth 1823); Feuilleea conferta (Benth. Kuntze 1891); Feuilleea edulis (Mart. Kuntze 1891); Feuilleea scabriuscula (Benth. Kuntze 1891); Inga ynga (Vell. J.W.Moore 1934).